# Särichen
Särichen (obersorbisch Zdźarki) ist ein Ortsteil der ostsächsischen Gemeinde Kodersdorf im Landkreis Görlitz.

## Geographie
Särichen liegt nördlich von Kodersdorf am westlichen Ufer des Weißen Schöps. Östlich des Dorfes, gegenüber dem Neugraben, der vom Weißen Schöps abzweigt, liegt Mückenhain, nördlich liegt Horka und im Westen liegen Ödernitz und Wilhelminenthal.

## Geschichte

### Ortsgeschichte
Archäologische Ausgrabungen eines Gräberfeldes auf dem Sachsenberg belegen eine Siedlungstätigkeit in der Gemarkung während der Bronze- sowie der Eisenzeit.
Urkundlich wird Särichen erstmals 1389 erwähnt. Der 1408 erwähnte Heinrich Schaff von Serichin ist der erste bekannte Grundherr des Dorfes. Eingepfarrt ist das Dorf nach Rengersdorf. Im Jahr 1428 stand Kaspar von Gersdorff auf Särichen während der Hussitenkriege im Bund mit der Stadt Görlitz.
1771 wurde ein Gemeindehaus gebaut, in dem auch eine Schulstube und die Lehrerwohnung untergebracht wurde. Als Folge der Befreiungskriege musste das Königreich Sachsen 1815 nach dem Wiener Kongress einen Großteil seiner Landesfläche abtreten. Dadurch kam Särchen an die preußische Provinz Schlesien und wurde 1816 dem neu gegründeten Landkreis Rothenburg (Ob. Laus.) eingegliedert.
Waren noch bis zur Reichsgründung 1871 die Häuser, teilweise gar ganze Gehöfte, mehrheitlich aus Lehmfachwerk und mit Stroh gedeckt, so änderte sich das Ortsbild in den folgenden Jahrzehnten merklich. Der Bau der Ziegelei in Kodersdorf im Jahr 1880, die auch Särichener Arbeitern Beschäftigung bot, sowie der Bau der Straße von Kodersdorf durch Särichen nach Horka in den Jahren 1891/1892 führten zum Bau mehrerer massiver Häuser, durch die nicht nur das Dorf vergrößert wurde, sondern auch ein Wandel des Dorfbildes eingeleitet wurde. 1899 wurde schließlich ein neues Schulhaus erbaut.
Nach dem Zweiten Weltkrieg wurden die westlich der Lausitzer Neiße gelegenen Anteile Schlesiens wieder sächsisch und Särichen 1952 dem Kreis Niesky zugeordnet. Ebenfalls nach Kriegsende wurde das Rittergut enteignet und im Rahmen der Bodenreform neu verteilt. Bis in die Wendezeit war die Bevölkerung überwiegend in der Landwirtschaft tätig.
Im Rahmen der sächsischen Gemeindegebietsreformen wurde Särichen am 1. Januar 1994 der Gemeinde Kodersdorf angeschlossen.

### Bevölkerungsentwicklung
| Jahr | Einwohner |
| ---- | --------- |
| 1825 | 292       |
| 1863 | 304       |
| 1871 | 382       |
| 1885 | 426       |
| 1905 | 359       |
| 1925 | 341       |
| 1939 | 434       |
| 1946 | 446       |
| 1950 | 470       |
| 1964 | 430       |
| 1971 | 384       |
| 1988 | 300       |
| 1990 | 296       |
| 1992 | 290       |
| 1999 | 329       |
| 2002 | 341       |
| 2008 | 338       |

Im Jahr 1553 wirtschafteten in Särichen 16 besessene Mann und 7 Gärtner. Bis 1777 stieg die Gesamtzahl der Wirtschaften bei gleichzeitiger Verlagerung der sozialen Struktur, so dass 10 besessene Mann, 15 Gärtner und 10 Häusler gezählt wurden.
Nach der ersten Einwohnerzählung im Jahr 1825 stieg die Einwohnerzahl von 292 auf 426 im Jahr 1885 an. Danach ist ein Rückgang auf unter 350 Einwohner in der Zwischenkriegszeit festzustellen, der erst kurz vor dem Ausbruch des Zweiten Weltkrieges wieder kompensiert wurde. Nach dem Krieg stieg die Bevölkerung durch Flüchtlinge und Umsiedler aus den ehemals deutschen Ostgebieten auf 470 im Jahr 1950 an und noch 1964 lag die Zahl mit 430 nur wenig darunter. Danach ist ein allmählicher Rückgang festzustellen, der in der Wendezeit die Marke von 300 Einwohnern unterschritt. Erst 1993 war mit 305 Einwohnern wieder ein Anstieg der Bevölkerung vorhanden, der um die Jahrtausendwende die Marke von 330 Einwohnern erreichte.

### Ortsname
Der Ortsname entwickelte sich von Serichin (1408) über Serichen (1479), Zcerchin (1545) und Särchen  (1791) hin zum heutigen Särichen. Zu den weiteren Belegen, insbesondere den frühen, weisen Ernst Eichler und Hans Walther darauf hin, dass diese schwer von denen für Sercha bei Penzig (heute Żarka nad Nysą) zu trennen sind. Der sorbische Ortsname ist urkundlich 1767 in Christian Knauthes Derer Oberlausitzer Sorbenwenden umständliche Kirchengeschichte als Zarki und 1894 bei Muka als Zdźarki belegt.
Der Name leitet sich, ähnlich wie bei Groß Särchen (obersorbisch Wulke Ždźary), Särchen (Zdźar) sowie den relativ nahe gelegenen polnischen Orten Żarki Wielkie (Groß Särchen), Żarki Małe (Klein Särchen) und Żarka nad Nysą (Sercha), vom altsorbischen žďar, žar „Brand“ ab. Es ist anzunehmen, dass die Flur durch Brandrodung eines Waldstücks zur Besiedlung erschlossen wurde.

## Sehenswürdigkeiten
An das barocke Herrenhaus schließt sich ein kleiner Park an.

## Persönlichkeiten
- Helmut Zeraschi (1911–1979), Musikwissenschaftler

## Verkehr
Särichen liegt an der Bahnstrecke Węgliniec–Roßlau; dort befindet sich eine Verbindungskurve zur Bahnstrecke Berlin–Görlitz.